# Diego Almeida
 (janvier 2024).
Diego Almeida, né le 12 février 2004 à Rubí, est un footballeur international équatorien qui évolue au poste de défenseur central au Columbus Crew 2.

## Biographie
Diego Almeida est né à Rubí, dans la province de Barcelone, en Catalogne, de deux parents équatoriens.

### Carrière en club
Ayant commencé à jouer au football dans sa ville natale jusqu'en prebenjamín, Almeida rejoint le centre de formation du FC Barcelone en 2011,. Il y effectue l'essentiel de sa formation, jusqu'à intégrer l'effectif des Juvenil A (en) en 2021-22,, s'imposant notamment comme un titulaire en UEFA Youth League.
Avec l'arrivée de Xavi au poste d'entraineur, il fait également ses premiers entrainements avec l'équipe première, avant même d'être intégré à l'effectif reserve. En contrat avec le club catalan jusqu'en 2023, il est alors convoité par plusieurs autres clubs européens, à l'image du PSG ou le Bayer Leverkusen,,.

### Carrière en sélection
D'abord selectionné avec l'équipe des moins de 15 ans d'Équateur en 2018, avec laquelle il joue deux matchs, Almeida représente l'Espagne des moins de 15, aux moins de 18 ans,,, incluant toutes les sélections intermédiaires,.
Ayant ensuite officiellement obtenu sa nationalité équatorienne, Almeida est appelé avec la sélection senior sud-américaine fin 2021, faisant ses débuts le 5 décembre 2021, alors qu'il remplace Gustavo Vallecilla (en) au cours d'un match nul 1-1 en amical contre le Salvador.

## Style de jeu
Défenseur central précoce, rapide et physique dès son jeune âge, il cite comme ses modèles les stars du Barça Carles Puyol et Gerard Piqué, partageant avec ce dernier une appétence  pour le jeu offensif et les projections vers l'avant,,.